# Jean-Pierre Abraham
Jean-Pierre Abraham (Nantes, 10 febbraio 1936 – Quimper, 26 luglio 2003) è stato uno scrittore francese, autore di svariati racconti autobiografici, di poesie in prosa e di storie per bambini. Il suo libro più famoso, Armen, narra il periodo della sua vita durante il quale fu guardiano del faro di Ar-Men.

## Biografia
I suoi genitori erano dentisti. Trascorse l'infanzia a Hennebont e le vacanze a Carnac, dove scoprì il mare e la navigazione a vela, in compagnia del padre. Nel 1959 divenne guardiano del faro di Ar-Men, al largo dell'île de Sein (Finistère, Bretagna), dopo essersi cimentato senza convinzione negli studi superiori a Parigi. Lasciò Ar-Men nel 1964 per sposarsi e stabilirsi nelle Alpes-de-Haute-Provence, nel Revest-Saint-Martin, dove lavorò per l'editore Robert Morel.
Nel 1968, dopo l'uscita di Armen, il suo libro più famoso, si stabilì con la moglie e i suoi due figli sull'isola di Penfret, nell'arcipelago delle Glénan (Finistère, Bretagna). Occupò un posto di guardiano d'isola, che gli permise di scrivere. Nel 1970 ritornò sul continente, a Trégunc (Finistère), affinché i suoi figli potessero andare a scuola. Abraham s'incaricò della redazione del Cours de navigation des Glénans, in compagnia di Jean-Louis Goldschmidt, responsabile tecnico. Lavorò a due edizioni della «bibbia» del navigatore a vela (la sua descrizione dell'arte del brattare è diventata un classico). In questo periodo fu anche professore all'École des chefs de base nautique delle Glénans, situata a Concarneau.
Nel 1976 la famiglia, che si era ingrandita con l'arrivo di un terzo figlio, si stabilì a Plestin-les-Grèves, nelle Côtes-d'Armor (Bretagna del Nord), dove la moglie di Abraham si lanciò con successo nell'allevamento di capre e nella fabbricazione di formaggi. Lo scrittore assicurava la mungitura delle capre, la vendita dei formaggi nei mercati e cercava di scrivere. Divenne redattore delle Instructions Nautiques per il Service Hydrographique et Océanographique de la Marine (S.H.O.M.). Nel 1986 fu infine pubblicato Le Guet (Gallimard), quasi vent'anni dopo Armen.
Fu anche il momento del ritorno nel Finistère, stavolta a Douarnenez, dove Abraham divenne editore e redattore della rivista di storia ed etnografia Armen, collegata alla rivista Chasse-marée. A partire dal 1996, data del suo pensionamento, si stabilì da solo nel Pays Bigouden, dove conobbe il periodo più prolifico della sua esistenza dal punto di vista della scrittura: vengono pubblicati sei libri uno dopo l'altro, compresi alcuni testi postumi nel 2004.
Il figlio di Jean Pierre è Clet Abraham, artista francese attivo a Firenze.

## Opere
- Le Vent, Éditions du Seuil, 1956; ristampa: Le Tout sur le Tout, 1989, 1997
- Armen, Éditions du Seuil, 1967; ristampa: Le Tout sur le Tout, 1988. Questo testo è stato adattato per la scena dall'attore Éric Ruf, della Comédie-Française, nel 2004 a Pont-l'Abbé (Finistère).
- Le Guet, Gallimard, 1986.
- Compère qu'as-tu vu ?, Le Temps qu'il fait, 1993 (illustrazioni di Vonnick Caroff).
- Fort Cigogne, Le Temps qu'il fait, 1996.
- Cap sizun, Actes Sud, 1997.
- Port-du-salut, Le Temps qu'il fait, 1999.
- Ici présent, Le Temps qu'il fait, 2001.
- Au plus près, Éditions du Seuil, 2004.
- La place royale, Le Temps qu'il fait, 2004.